# Dom handlowy Juliusa Schottländera we Wrocławiu
Dom handlowy Juliusa Schottländera (Kaufhaus Julius Schottländer) znany również jako Dom handlowy „Pod Świętym Hieronimem”, obecnie „Biurowiec Hieronimus” – zabytkowy budynek wzniesiony na początku XX wieku z inicjatywy wrocławskiego kupca i filantropa Juliusa Schottländera, który poprzez swój awangardowy wygląd i prekursorską konstrukcję znalazł się na liście budynków wymienianych w Architektur des XX. Jahrhunderes- Zeitschriff für moderne Baukunst z 1913 roku. Dom handlowy znajduje się u zbiegu ulic Świdnicka 34 a Placem Teatralnym 8.

## Historia powstania

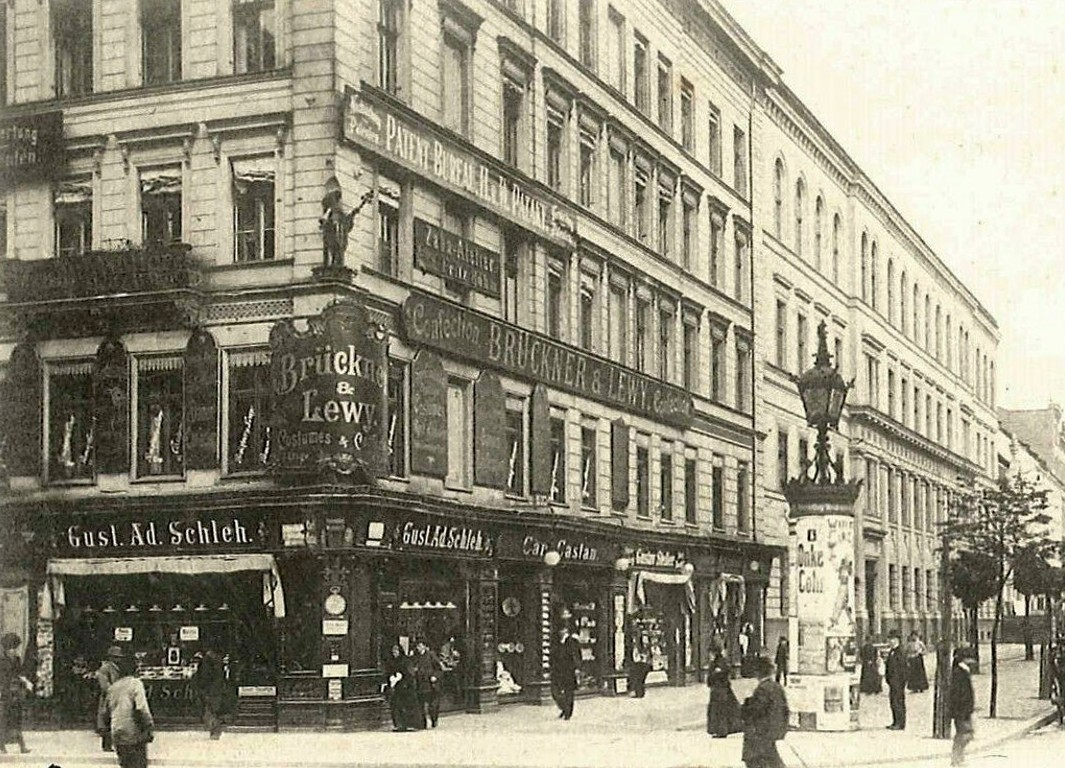
Kamienica mieszkalna przy ul. Świdnickiej 34, przed jej wyburzeniem w 1911

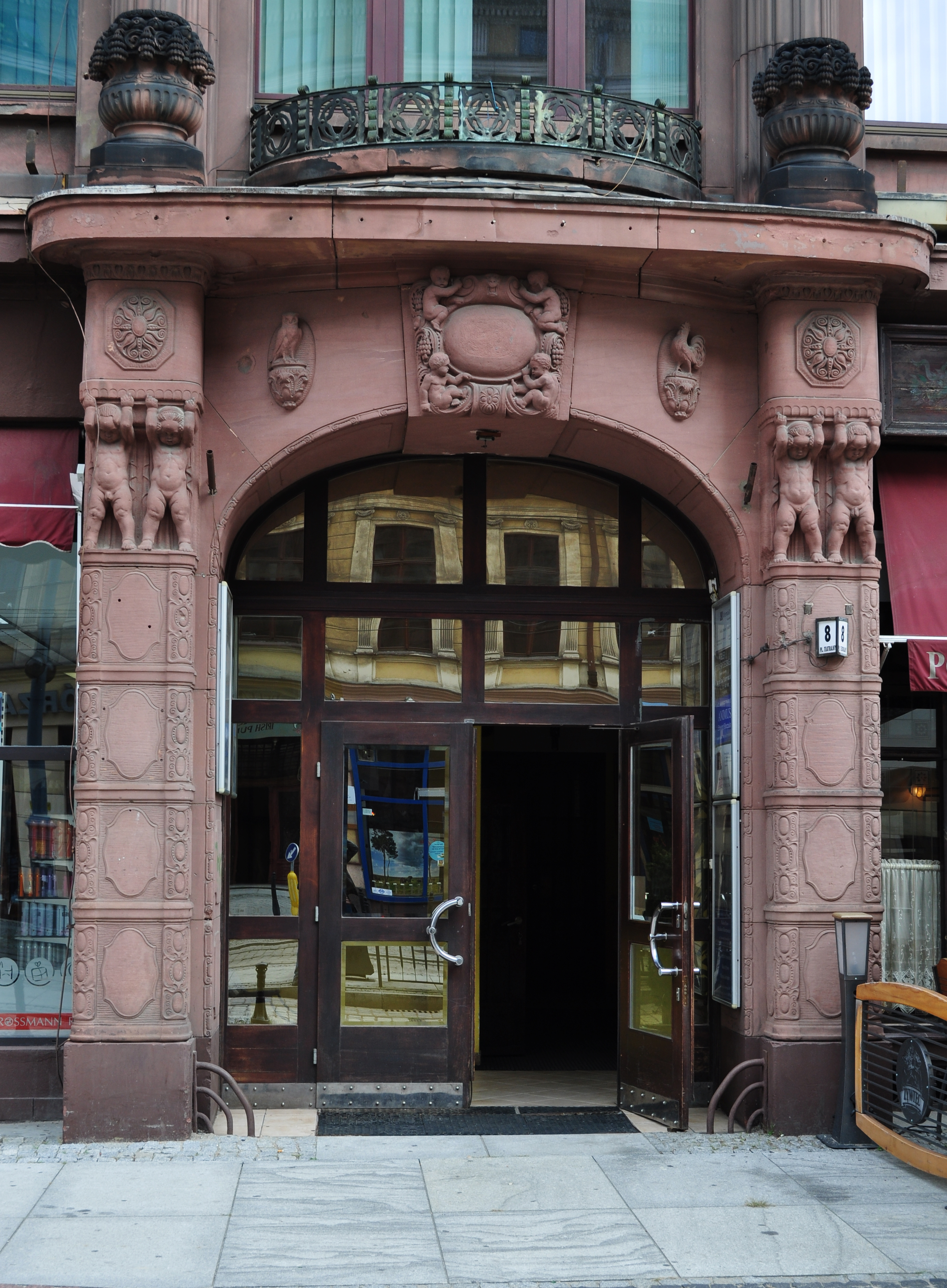
Portal wejściowy z widocznymi płaskorzeźbami bliźniaków

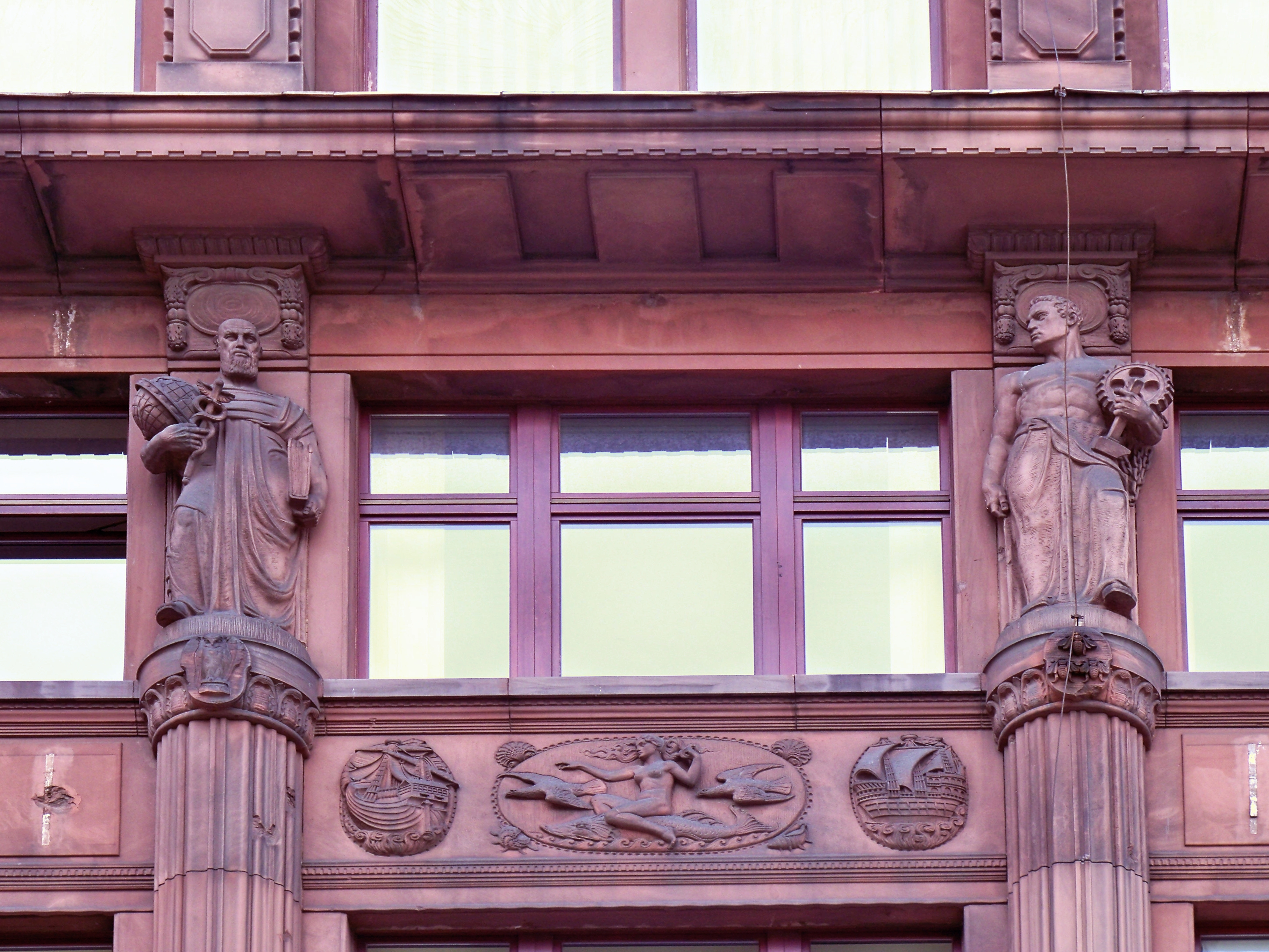
Rzeźby Hermesa z kaduceuszem oraz mężczyzny trzymającego młot i koło zębate

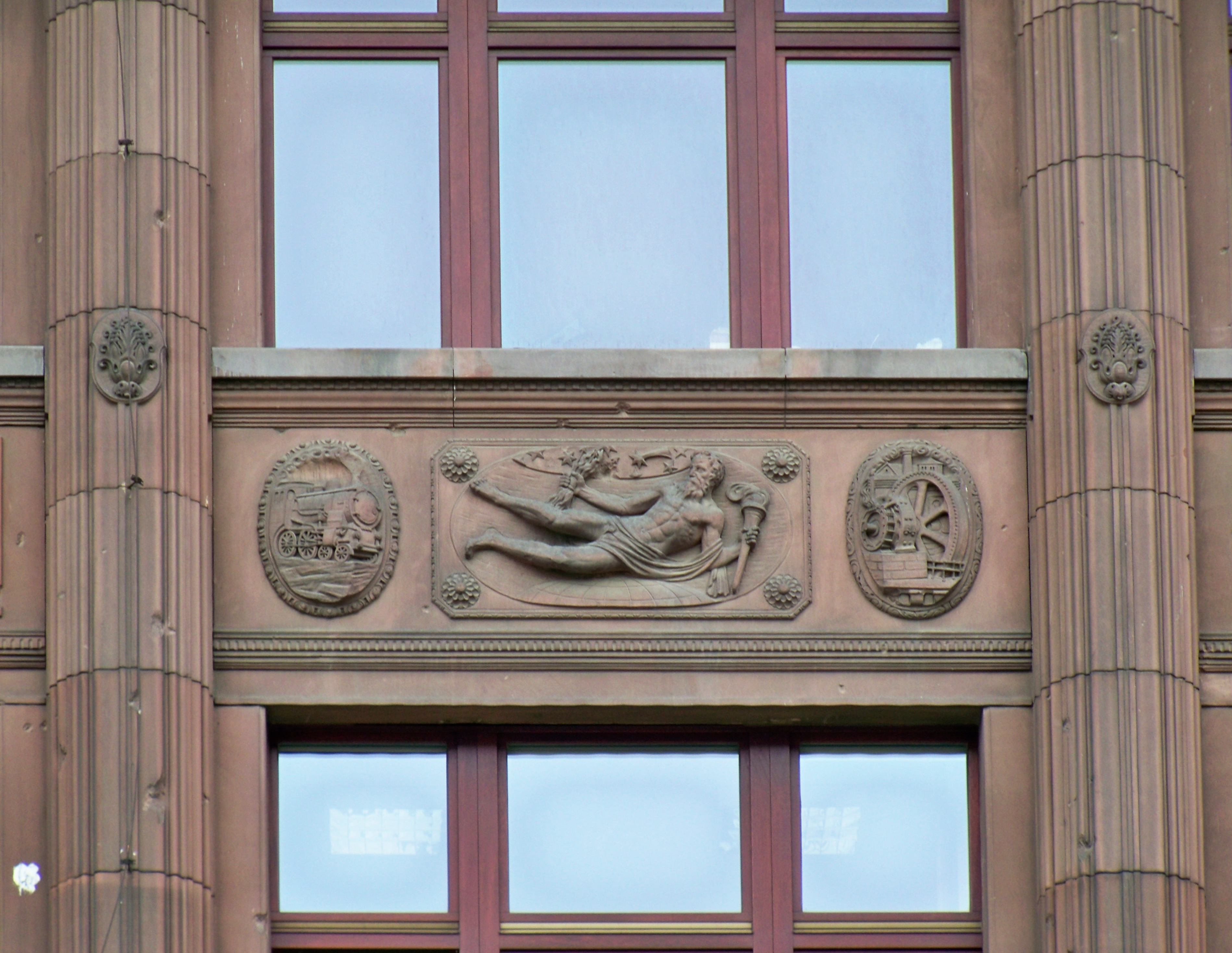
Święty Hieronim pomiędzy alegoriami Transportu i Przemysłu

Dom handlowy „Pod Świętym Hieronimem” został wybudowany w miejsce wyburzonej pięciokondygnacyjnej kamienicy czynszowej, w której na parterze znajdował się sklep z konfekcją „Brückner & Levy”. Wcześniej w tym miejscu znajdował się szpital św. Hieronima, do którego budynek otrzymał swoją nazwę.
Około 1911 posesję wykupił Julius Schottländer, który zlecił inżynierom braciom Ehrlichom zaprojektowanie nowoczesnego domu handlowego. Prace rozpoczęły się w 1910 roku, a zakończyły w 1911. Nowy pięciokondygnacyjny budynek został wybudowany na planie kwadratu z niewielkim dziedzińcem w środku. Szkielet budynku został wykonany z pięciokondygnacyjnych ram żelbetonowych o rozpiętości 9,6 m zespolonych z żelbetonowymi płytami stropowymi. Narożnik budynku został zaokrąglony i wykończony gzymsem, co było odstępstwem od dotychczasowych trendów architektonicznych. Na parterze, pomiędzy filarami, umieszczono wejścia do sklepów oraz dziewięć witryn. Fasada, powyżej parteru, oddzielonego od wyższych kondygnacji gzymsem kordonowym została podzielona na trzech kolejnych kondygnacjach, półkolumnami wielkiego porządku, pomiędzy które umieszczono trójdzielne okna i wielokątne trzykondygnacyjne wykusze wzorowane na budynkach szkoły chicagowskiej. Czwarta kondygnacja została wysunięta w stosunku do niższych i oddzielona od nich gzymsem. Okna tego piętra były mniejsze i rozdzielone pilastrami oraz piaskowymi słupkami. Budynek został pokryty wysokim dachem ceramicznym z lukarnami.
Elewacja została ozdobiona rzeźbami autorstwa profesora Akademii Sztuki i Rzemiosła Artystycznego, Richarda Schipkego. Od ulicy Świdnickiej umieszczone zostały rzeźby Hermesa z kaduceuszem i kulą ziemską mającego symbolizować handel oraz mężczyzny trzymającego młot i koło zębate symbolizującego przemysł. Na elewacji od strony pl. Teatralnego, na ściankach podparapetowych umieszczono płaskorzeźby ukazujące postać Zeusa i pędzącej lokomotywy, co razem miało symbolizować osiągnięcia wieku pary i elektryczności; płaskorzeźby umieszczono również na głowicach pilastrów (motywy roślinne i zwierząt morskich) oraz w obrębie głowicy portalu (rzeźby bliźniąt).
We wnętrzach budynku znajdowały się sklepy, galeria sztuki, salon mody Caspari, a na I piętrze urządzono kawiarnię „Cafe Palais”. W części piwnicznej oraz na strychu umieszczono magazyny i pomieszczenia techniczne. Komunikację między piętrami, prócz reprezentacyjnej klatki schodowej od strony pl. Teatralnego, zapewniała znajdująca się przy niej winda osobowa oraz winda towarowa ulokowana na dziedzińcu.

## Po 1945
Działania wojenne podczas II wojny światowej uszkodziły budynek w niewielkim stopniu. Obiekt na kolejne 50 lat przeszedł na własność Miasta i Gminy Wrocław, od którego dzierżawił go Uniwersytet Wrocławski. W pomieszczeniach znajdowały się sale seminaryjne oraz dom studencki „Szklany Dom”. Parter został przystosowany do działalności handlowej; mieścił się tu sklep konfekcyjny Dom Pani, po 1993 sklep Patex. W pierwszej dekadzie XXI wieku budynek został sprzedany, a jego piętra oraz piwnice sukcesywnie przystosowywano do funkcji komercyjnych. Przez wiele lat na parterze znajdował się sklep „Rossmann”. W latach 2013–2015 budynek przeszedł gruntowną modernizację, a jego nowy właściciel nadał budynkowi nazwę „Hieronimus”, nawiązując tym samym do jego historycznej nazwy.